# Габіон Hesco

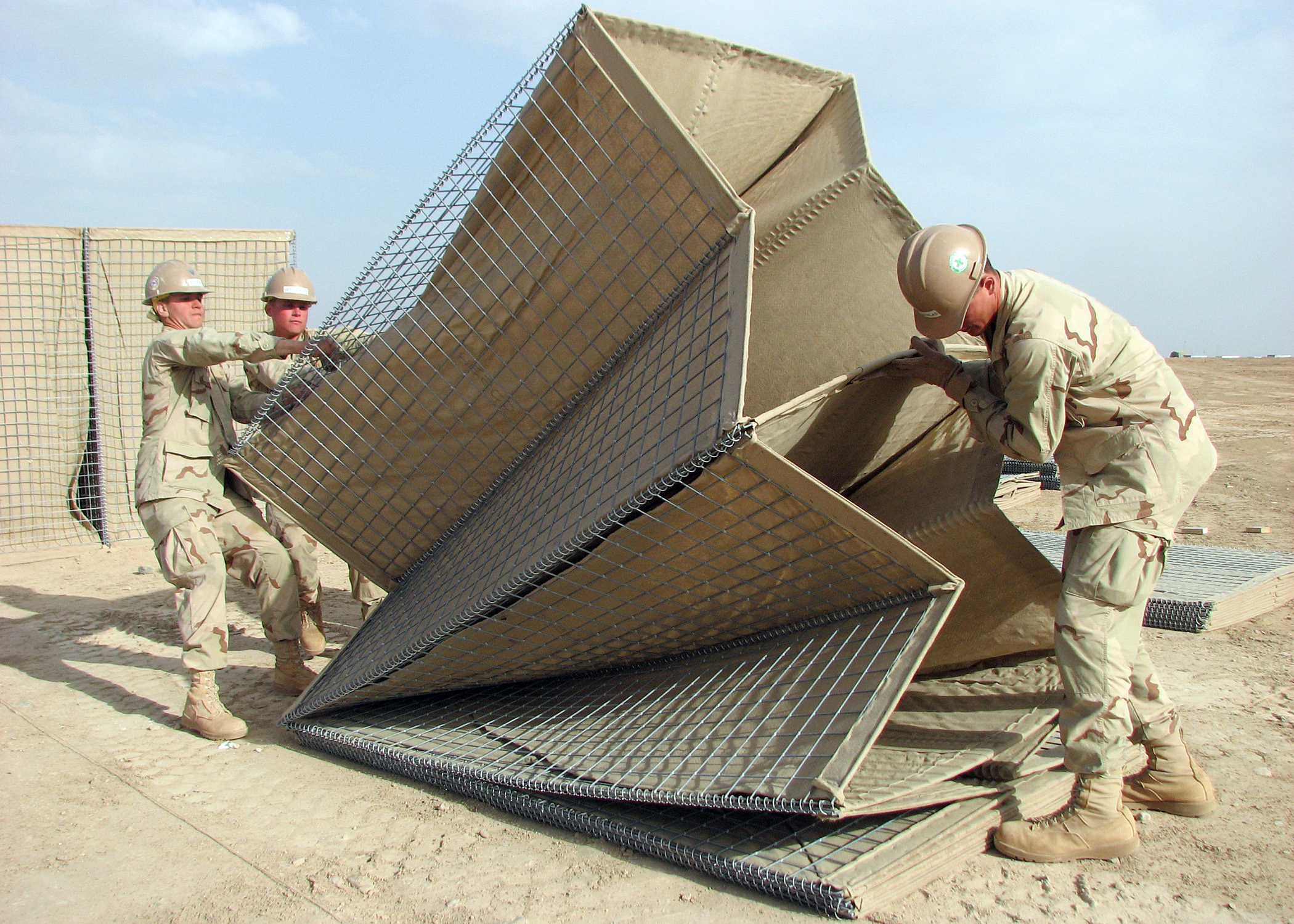
Моряки ВМС США готують до монтажу конструкцію Hesco bastion

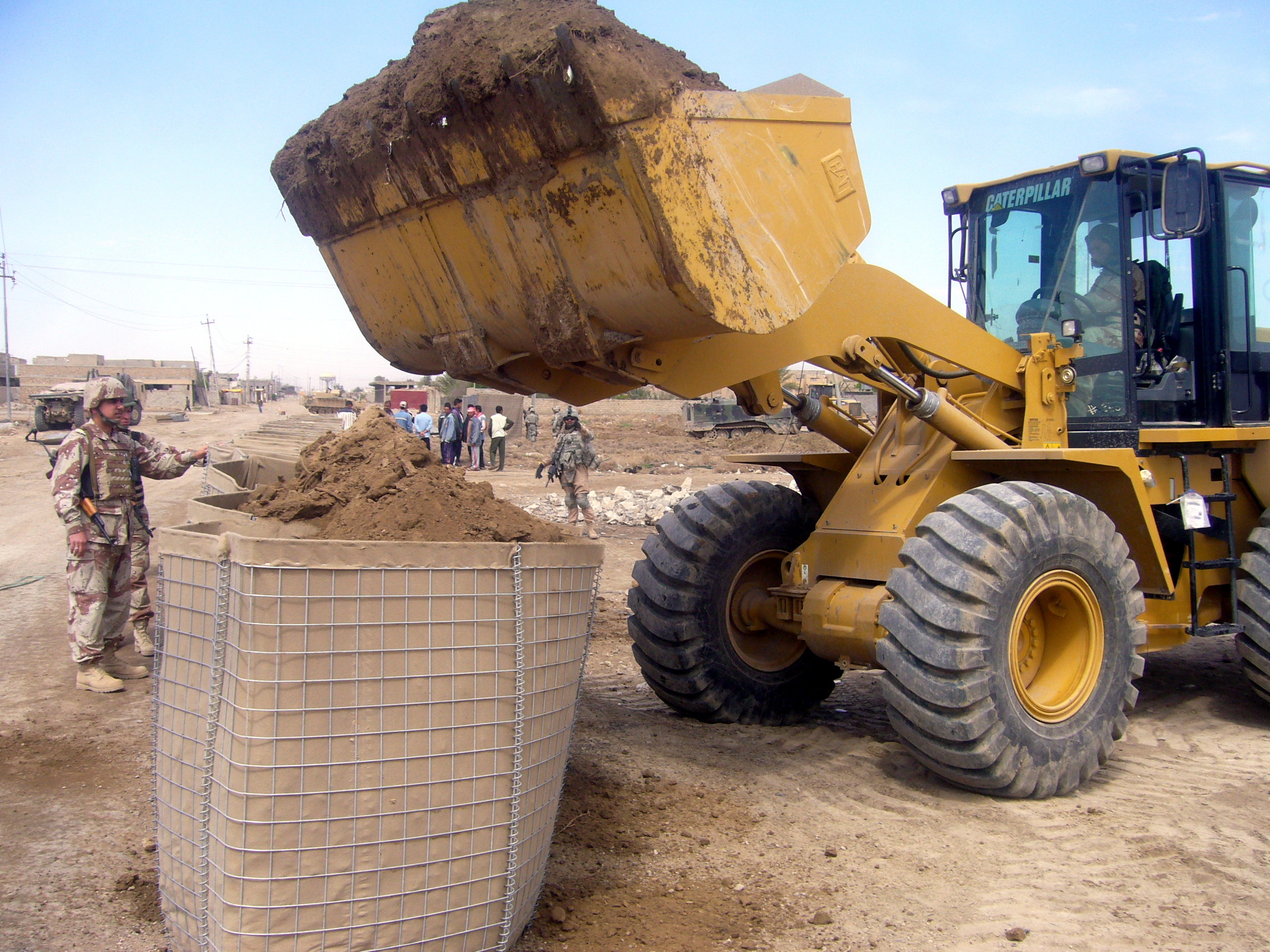
Військовослужбовці армії Іраку заповнюють Hesco bastion землею

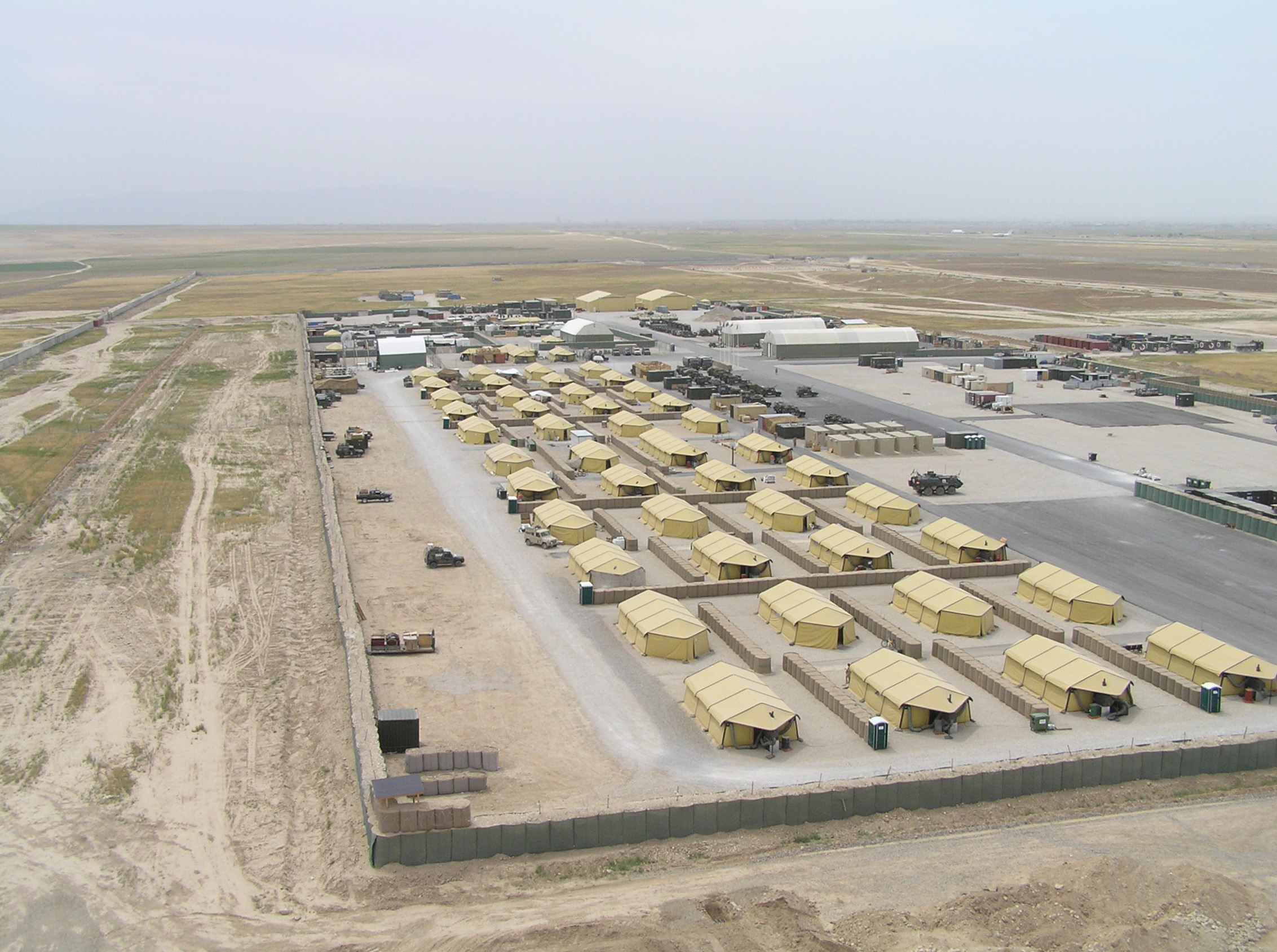
Німецька військова база (норвезький відділ) Camp Marmal поблизу Мазарі-Шариф в Афганістані оточена бар'єрами Hesco по периметру та по-секційно всередині — для захисту від ураження мінометним вогнем

Hesco bastion — це сучасна бар'єрна конструкція, різновид габіону, яка використовується для боротьби з повенями як тимчасова чи напівстаціонарна дамба, а також як військове фортифікаційне укріплення — бар'єр проти вибухів або стрілецької зброї. Розробила бар'єр Hesco однойменна британська компанія «Hesco» наприкінці 1980 року. Конструкція виготовлена з дротяного контейнера із сітки та універсального стандартного авіаційного полотняного мішка-контейнера для перевезення вантажів авіацією. Використовувався дуже активно під час військових операцій в Іраку та Афганістані.
Спочатку розроблений бар'єр використовувався за призначенням — на складних ділянках ґрунту та болотах для боротьби з ерозією та з повенями. Однак дуже швидко, починаючи з 1990 року, габіон Hesco став популярним у військовій сфері безпеки. Крім того, такі бар'єри також використовуються і зараз для їх первісного призначення: їх застосовували, наприклад, у 2005 році в США для зміцнення дамби навколо Нового Орлеана після урагану Катріна.

## Аналоги в Україні
Група волонтерів «Крила Фенікса» та Юрій Бірюков у зв'язку з бойовими діями на сході, нагальною необхідністю огороджувати вогневі точки, намети, закривати техніку та склади боєзапасів підтримала розвиток бастіонів «Заграда» українського виробництва (аналоги бастіону Геско) — замовила 50 комплектів по 9 модулів і вже відправила певну кількість бастіонів «Заграда» на передову.
2 жовтня 2014 року місто Львів передало бійцям «Донбасу» габіони, розроблені львівським підприємством ТзОВ «Пліт». Це сучасні блокпости — збірно-розбірні конструкції, обшиті геотекстилем, які пройшли випробування на Яворівському полігоні.